# Постой Валентина Михайлівна
Валентина Михайлівна Постой (нар. 10 листопада 1957, місто Красний Лиман, тепер Лиман Лиманського району Донецької області) — українська радянська діячка, укладальниця-пакувальниця Слов'янського керамічного комбінату Донецької області. Депутат Верховної Ради УРСР 10—11-го скликань.

## Біографія
Освіта середня. Член ВЛКСМ.
З 1975 року — сортувальниця, з 1979 року — бригадир комсомольсько-молодіжної бригади, а з 1984 року — укладальниця-пакувальниця Слов'янського керамічного комбінату Донецької області.
Потім — на пенсії в місті Слов'янську Донецької області.

## Нагороди
- ордени
- медалі